# Manmohan Singh
Manmohan Singh (Gah, 26. rujna 1932. – New Delhi, 26. prosinca 2024.) bio je predsjednik vlade Indije od 22. svibnja 2004. do 26. svibnja 2014. godine. Smatraju ga arhitektom moderne Indije zbog ekonomske liberalizacije koju je pokrenuo 1991. godine dok je bio ministar financija. Rođen je 26. rujna 1932. godine Gahu u Zapadnom Punjabu u današnjem Pakistanu. Član je stranke Indijski nacionalni kongres. Prvi je Sikh, koji je postao predsjednik vlade. 
Ekonomist je po zanimanju i jedno je vrijeme radio u MMF-u. Magistrirao je 1954. godine u Chandigarhu u Punjabu. Ponovo je diplomirao u Cambridgeu 1957. godine, a doktorirao je 1962. godine u Oxfordu. Najobrazovaniji je od svih dosadašnjih indijskih predsjednika vlada. Zbog svoga rada u UN-u, MMF-u i drugim međunarodnim organizacijama jako je cijenjen u svijetu. Bio je ministar financija u vladi Narasimha Raoa i njemu se pripisuje zasluga u reformi indijske ekonomije tijekom financijske krize. Tijekom vlasti Stranke Bharatiya Janata (BJP) bio je vođa oporbe od 1998. do 2004. godine. 

## Ekonomske reforme i uspon na vlast
Singh je bio glavni ekonomski savjetnik ministarstva financija od 1972. do 1976. godine, a direktor od 1976. do 1980. godine. Kasnih 1980-ih godina bio je guverner središnje banke Indije, a ministar financija je postao 1991. godine u vladi Narasimha Raoa. Smatra se arhitektom reformi koje je počela sprovoditi vlada, kojoj je na čelu bio Narasimha Rao. Ekonomska liberalizacija Singha i Raoa otvorila je put k izravnim stranim investicijama. Indija se dotad nalazila u teškoj krizi s velikim deficitom u vanjskoj trgovini. Devizne pričuve zemlje su bile iscrpljene. Zbog toga nije mogla lako platiti dospjele obroke kredita. Počele su pripreme da se zlatne pričuve Indije stave kao hipoteka u engleskoj banci da bi se dobio novac neophodan Indiji u plaćanju dospjelih obveza. Rješenje te krize Singh i Rao našli su u ekonomskoj liberalizaciji. Liberalizacija iz 1991. godine je bila prvi korak u seriji liberalizacija, koje su uslijedile tijekom 1990-ih i 2000-ih godina. Indija je dosegla visoki stupanj rasta i velike devizne rezerve. Iako je ekonomska liberalizacija bila uspješna, Narasimha Rao je poražen na izborima, jer ga je veliki dio naroda smatrao korumpiranim.

## U oporbi i izbori 2004. godine
Manmohan Singh je ostao u Kongresnoj stranci, iako je bio marginaliziran i trpio stalne poraze na izborima 1996., 1998. i 1999. godine. Nije se pridružio pobunjeničkom krilu stranke, u vrijeme kad se mnogo vodećih političara Kongresne stranke pobunilo protiv izbora Sonie Gandhi za čelnicu oporbe i predsjednicu Kongresne stranke. Soniu Gandhi su nacionalisti počeli napadati zbog njenog talijanskog podrijetla.[nedostaje izvor] Iako je tada izgledalo da Indijski nacionalni kongres nema budućnosti Singh je ostao u njemu i pomogao u reformi stranačke platfome i organizacije. 
Kongresna stranka u koaliciji s drugim strankama je dobila parlamentarne izbore 2004. godine, najviše zahvaljujući siromašnijem stanovništvu razočaranom BJP-om, koje se okrenulo srednjem sloju. Sonia Gandhi je tada bila čelnica Kongresne stranke i očekivalo se da ona postane predsjednica vlade. Nije pristala biti predsjednica vlade i umjesto toga imenovala je Manmohana Singha. Postao je predsjednik vlade 22. svibnja 2004. godine.

## Predsjednik vlade
Singhova vlada se fokusirala na smanjenje proračunskog deficita, ali s druge strane je za siromašne seljake stvorila program oprosta dugova. Ekonomskom i poreznom politikom potakao je veliku ekonomsku ekspanziju. Lansirao je kampanju smanjenja vjerskih napetosti i sukoba u Indiji i počeo je politički podržavati manjine kao što su muslimani ili kršćani. Na vanjskom planu nastavio je mirovni proces s Pakistanom, što se osjeti po smanjenom terorizmu u Kašmiru. Ojačane su veze i sa SAD-om, Kinom i EU-om. Međutim Indija nije uspjela dobiti podršku ključnog saveznika Rusije za stalno mjesto s pravog veta u Vijeću sigurnosti UN-a. Na izborima 2009. godine koalicija na čelu s Indijskom nacionalnom kongresu ponovno je pobijedila, a Singh je ostao na premijerskom položaju. Dana 26. svibnja 2014. godine Singh je podnio ostavku na mjesto predsjednika vlade i novi premijer postao je Narendra Modi.

## Vanjske poveznice
- Manmohan Singh: Father of Indian reform

### Ostali projekti
|  | Zajednički poslužitelj ima stranicu o temi Manmohan SIngh |